# Västerortskyrkan
Västerortskyrkan i Vällingby centrum i Västerort,  Stockholms kommun, är en kristen församling ansluten till Equmeniakyrkan. 
Byggnaden Västerortskyrkan byggdes 1956 och ritades av Carl Nyrén och Bertil Engstrand. Den har en asymmetrisk form och smalnar i korpartiet och täcks av ett brant pulpettak. Den är sammanbyggd med ett elva våningar högt punkthus med bostäder och är en sluten volym med putsade fasader som anknyter till omgivande modernistiska bebyggelse. Interiören är i nybrutalistisk stil med dramatiskt lutande väggar i obehandlad betong och med ljusinsläpp i taket. De platsgjutna väggarna har olika textur och färgskiftning, beroende på formbrädornas olika förmåga att absorbera vatten under härdningen. 
Inredningen i kyrkorummet, bland annat korset Nålsögat i korpartiet, har formgivits av Fritz Sjöström.
År 2008 nominerades kyrkan av tidskriften Betongs urvalskommitté som en av 21 kandidater till Sveriges sju underverk i betong. 
| ”                                                                        | Om ni ska se vackra kyrkor i Europa, finns det tre ni inte får missa: Peterskyrkan i Rom, Nôtre Dame i Paris och Västerortskyrkan i Vällingby! | „ |
| – Le Corbusier till arkitekturstudenter under en föreläsningsturné i USA | |   |

## Bildgalleri

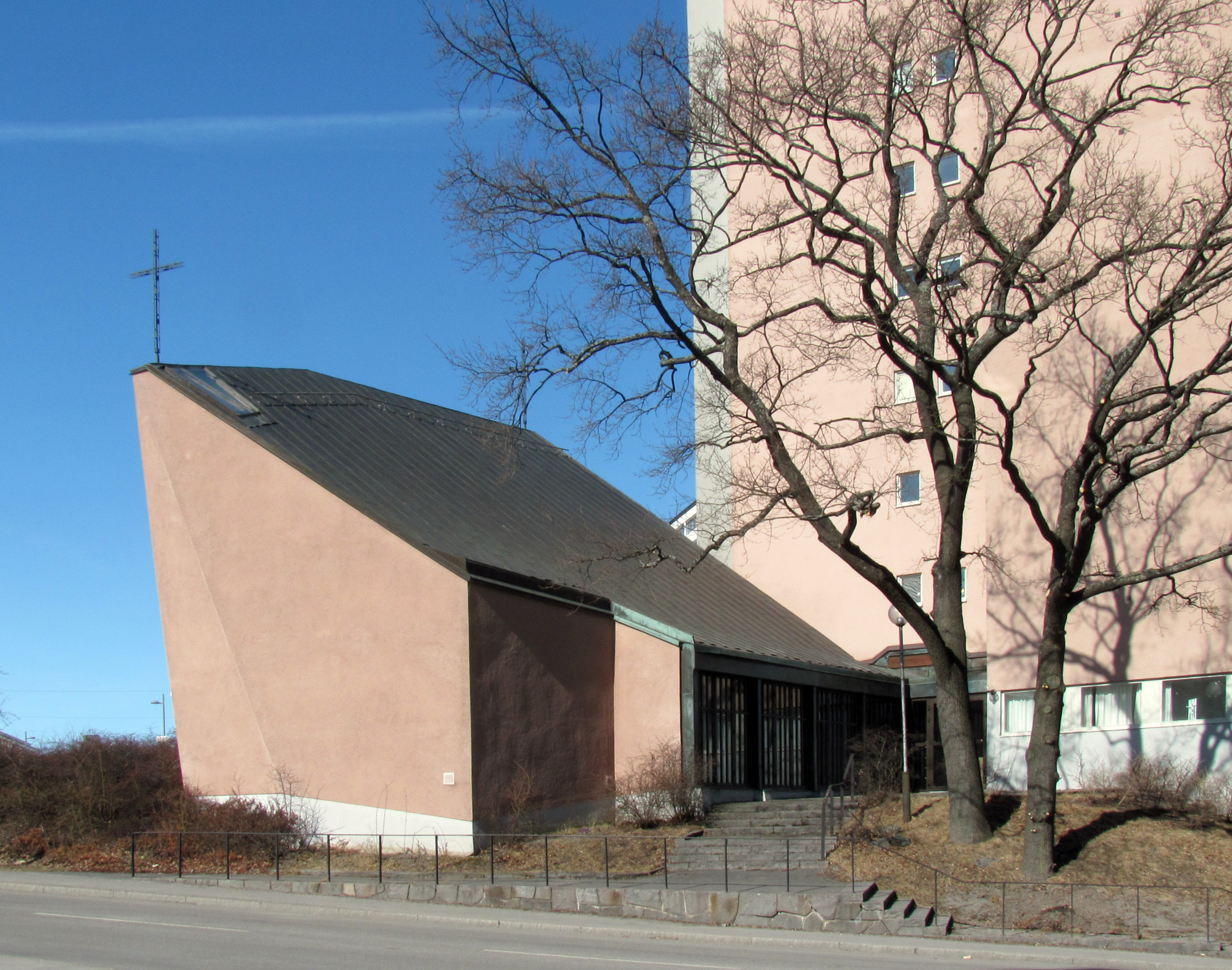
Södra fasaden
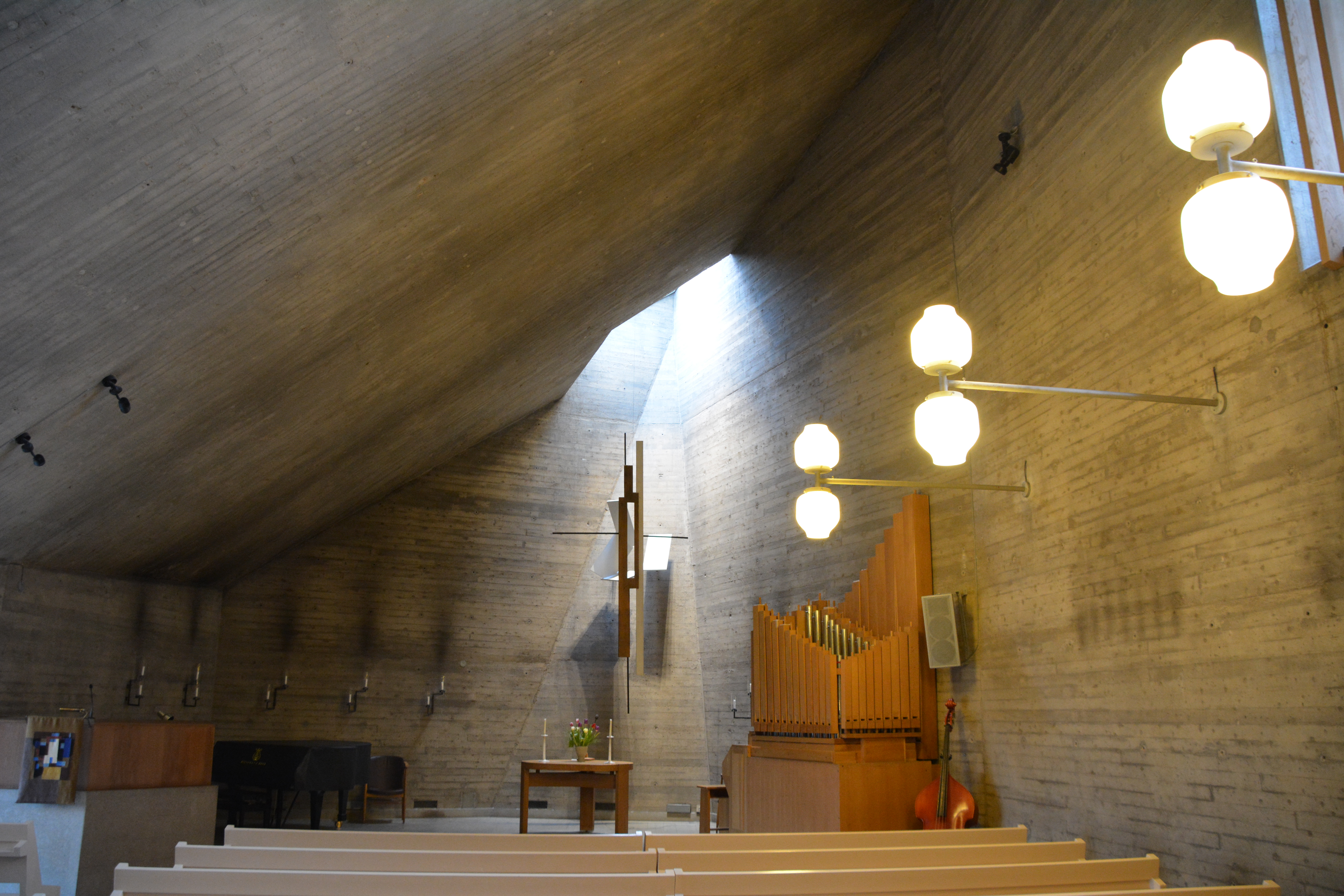
Interiör
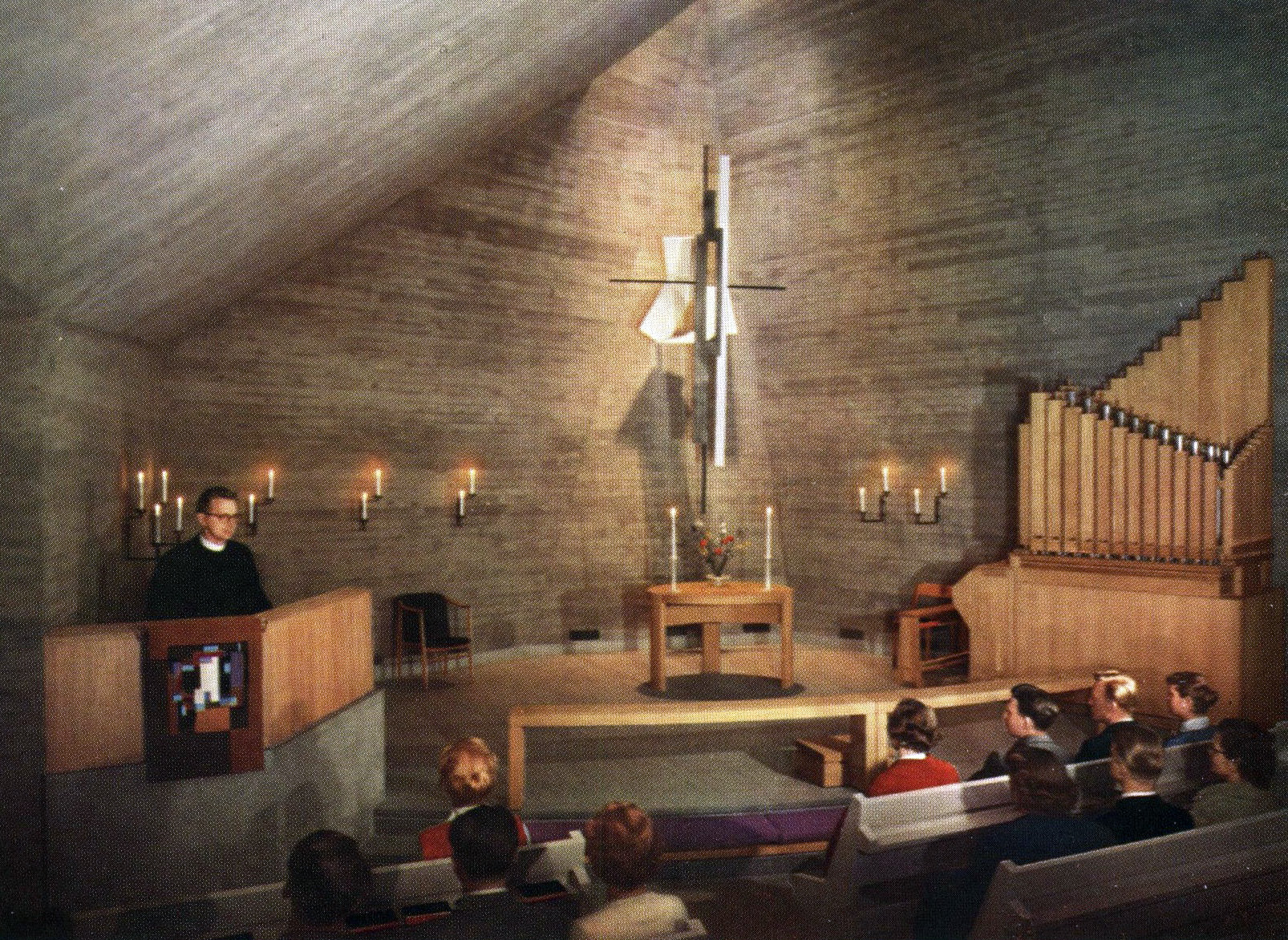
Gudstjänst